# Natalia Zassoulskaïa
Natalia Borissovna Zassoulskaïa (en russe : Наталья Борисовна Засульская), née le 28 mai 1969 à Kaunas, en RSS de Lituanie, est une joueuse soviétique et russe de basket-ball. Ellait évolue durant sa carrière au poste d'ailier fort.

## Palmarès
- Troisième des Jeux olympiques 1988
- Championne olympique 1992
- Finaliste du championnat du monde 1998
- Championne d'Europe 1987
- Championne d'Europe 1989
- Championne d'Europe 1991
- Troisième du championnat d'Europe 1999
- Vainqueur de l'Euroligue féminine de basket-ball 1992 et 1993
- Championne d'Espagne 1992, 1993, 1994, 1995, 1996, 1997, 1998
- Championne de Russie 1999, 2000, 2001
- Championne d'URSS 1990